# Pieusse
Pieusse – miejscowość i gmina we Francji, w regionie Oksytania, w departamencie Aude. Przez gminę przepływa rzeka Aude. 
Według danych na rok 1990 gminę zamieszkiwało 877 osób, a gęstość zaludnienia wynosiła 68 osób/km² (wśród 1545 gmin Langwedocji-Roussillon Pieusse plasuje się na 378. miejscu pod względem liczby ludności, natomiast pod względem powierzchni na miejscu 609.).

## Zabytki
Zabytki w miejscowości posiadające status Monument historique:
- zamek w Pieusse (Château de Pieusse)
- kościół Saint-André (Église Saint-André)
- kościół Saint-Genest (Église Saint-Genest)
- oratorium